# オースティン・パワーズ
「オースティン・パワーズ」（Austin Powers）は、1997年製作のアメリカ映画とそのシリーズ作品、およびそれらの主人公である。主演のマイク・マイヤーズはプロデューサーと脚本も兼ねている。全作でジェイ・ローチが監督を務め、デミ・ムーアらがプロデューサーとして参加した。
1960年代のポップカルチャーをベースにした『007』シリーズをはじめとしたスパイ映画のパロディ（3作目のサブタイトルも『007』シリーズのパロディ）で、写真家、ミュージシャンでありながらイギリスのスパイである、オースティン・パワーズのドタバタ劇を描いている。世界中でヒットし、第3作目まで製作された。

## 概要
1960年代の若者ムーブメント「スウィング・ロンドン」をベースに『007』シリーズのパロディを織り交ぜたコメディ映画。作中一貫して1960年代のポップカルチャーが取り入られ、サイケデリックなポップアートのセットや音楽、ビートルズをはじめとした1960年代のロックスターたちを基にした衣装。女性の髪形ミニスカートなど、1960年代の流行が作風に随所に取り入られた、コメディ作品となっている。
制作の発端は『サタデー・ナイト・ライブ』の1960年代風のロックバンド「ミン・ティ」のコントでマイヤーズが演じたボーカル、オースティン・パワーズを基に映画を制作する事から企画がスタートし、同じく1960年代をテーマとした映画作品にスパイ映画が多かったことから、1960年代のカルチャーの中にスパイ映画を組み込んだコメディ映画へとなった。

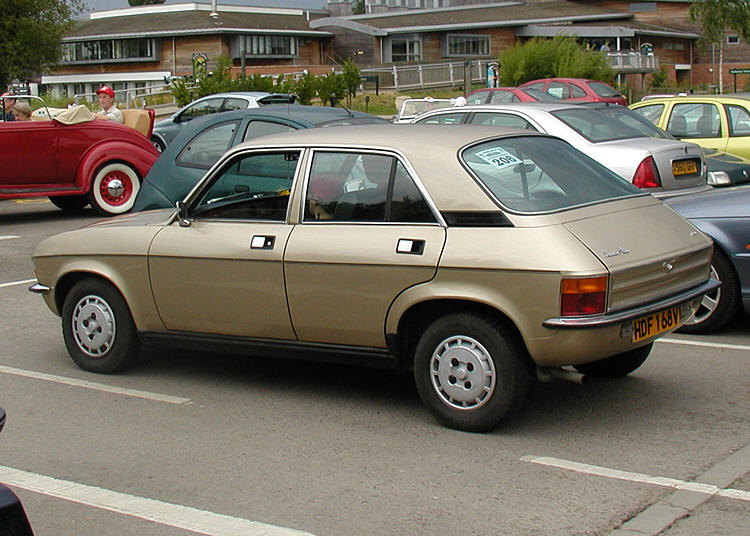
オースチン・アレグロ（1979年）

名前の由来は2005年まで実在したイギリスの大手自動車メーカー、ブリティッシュ・レイランドの傘下にあったオースチンから取られている。1960年代までのオースチンはイギリスを代表する老舗名門ブランドで大衆車から高級車まで手掛けていたが、1970年代以降は高級車分野を撤退して大衆車ブランドに転換、さらに同時期イギリスに蔓延した労働紛争の影響から品質・商品性が急激に落ち、その結果イギリスでの支持も低下し1980年代に終息した。大英帝国の栄光と凋落を象徴する消滅ブランドの一つである。

## 登場キャラクター
- オースティン・パワーズ：マイク・マイヤーズ（日本語吹き替え：山寺宏一）

1960年代に活躍したビートルズをはじめとしたイギリスのロックシンガーを基にしたオリジナルキャラクター、正装はベルベットの赤や青色のスーツにレースが付いたアスコットタイという派手な服装だが、英国スパイのアイコンとしてマイケル・ケインが演じた『国際諜報局』の ハリー・パーマーのパロディで天然パーマに黒縁の眼鏡といういで立ちをしている。
プロのフォトグラファーとして世間に名を馳せる傍らで国際的に活躍するスパイ。1960年代さながらのフリーセックス思想を持つカリスマナルシスト。
スパイでありながら目立つ行動が多く、異様にテンションが高い。
色男を気取るわりに、笑ったときの歯並びが悪い。
- Dr.イーブル：マイク・マイヤーズ（日本語吹き替え：山寺宏一）

エルンスト・スタヴロ・ブロフェルド（『007』シリーズのスペクターNo.1）のパロディキャラクター。
世界征服を企む悪の組織の親玉。それにもかかわらず、1960年代と1990年代のギャップに苦しみ、国際連合から脅し取ろうとした金額が1990年代の物価水準に照らすとはした金で笑いものにされたり、カウンセリングでもうまく人ととけ込めないなど内向的な性格。喋りながら右手の小指を突き立てて唇に持っていくのが癖。パロディ元と同じようにペルシャ猫を可愛がっているが、このビグルスワースという猫は冷凍睡眠の影響で脱毛してスフィンクスになってしまった。
- ミニ・ミー：ヴァーン・J・トロイヤー（日本語吹き替え：岩崎ひろし）

『007/黄金銃を持つ男』のニックナックを基にしたキャラクター。
Dr.イーブルのクローン。イーブルが冷凍睡眠中、悪のカリスマ不在では組織の悪党たちの人心を束ねられないと判断したMr.ナンバー・ツーが、イーブルのDNAを使って作り上げた1/8サイズの悪のカリスマ。3作目では、スコットとのDNAをDNAで洗う権力闘争に敗れて失脚したため、イギリス国防省に接近してオースティンらの仲間となる。
- バジル・エクスポジション：マイケル・ヨーク（日本語吹き替え：山野史人）

オースティン・パワーズの上司。
- フェリシティ・シャグウェル：ヘザー・グラハム（日本語吹き替え：玉川砂記子）

オースティンのサポート役を務めるロンドン在住のCIAエージョント。オースティンと共に月面基地へ乗り込んだ末に捕縛されフロントホックブラジャー式の服装に着替えさせられる。警備兵の隙を突くため自らブラジャーのホックを外し、フェリシティが胸をしっかり揉んでからホックを外したことで丸出しになったおっぱいを求めた警備兵が溶岩に落ちるなど、危機的状況を打破するためならお色気も辞さない強さをもつ。
- Mr.ナンバー・ツー：ロバート・ワグナー、若年時のMr.ナンバー・ツー：ロブ・ロウ（日本語吹き替え：有本欽隆）

エミリオ・ラルゴ（『007 サンダーボール作戦』のスペクターNo.2）を基にしたキャラクター。
Dr.イーブルのフロント企業の担い手。右目の部分に黒いアイパッチをしている。イーブルの冬眠中に表のビジネスを巨大化させ、世界から名経営者として称賛されており、イーブルの時代遅れな世界征服の野望に内心辟易している。1作目の終盤でイーブルに反旗を翻し、裏切り者として処刑されるが、2作目では軽い火傷で済んだとして組織に戻っている。
- フラウ・ファービッシナ（英語版）：ミンディ・スターリング（日本語吹き替え：麻生美代子）

ローザ・クレッブ（『007 ロシアより愛をこめて』のスペクターNo.3）を基にしたキャラクター。
ヒステリックな女性幹部でパワーズにフェムボットで色仕掛け作戦を行う。2作目では「モジョ（mojo）」を飲んでセクシーとなったイーブルと恋愛関係となる。
- スコット：セス・グリーン（日本語吹き替え：神奈延年）

世界征服を引き継ぐために人工授精で作られたDr.イーブルの息子。しかし1990年代的なボンクラ青年に育っている。
2作目では30年前の世界でイーブルとファビッシーナが恋愛関係になったために歴史が改変され、二人の間に生まれた子となった。
- ムスタファ：ウィル・フェレル（日本語吹き替え：後藤哲夫）

『007 オクトパシー』の戦闘員を基にしたキャラクター。
シリーズを通して散々な目にあうイーブルの部下。
- ランダム・タスク：ジョー・サン

『007 ゴールドフィンガー』のオッドジョブを基にしたキャラクター。
- ファット・バスタード（英語版）：マイク・マイヤーズ （日本語吹き替え：山寺宏一）

スコットランド出身の病的な肥満者。三作品目の最後にてダイエットに成功している。
- ゴールドメンバー：マイク・マイヤーズ（日本語吹き替え：山寺宏一）

『007 ゴールドフィンガー』のゴールドフィンガーを基にしたキャラクター。1975年のスタジオ69のオーナー。金の錬金術師であったが精錬中の事故で陰茎が金になってしまい、ゴールドメンバー（金の陰茎）と呼ばれるようになった。

## 第1作

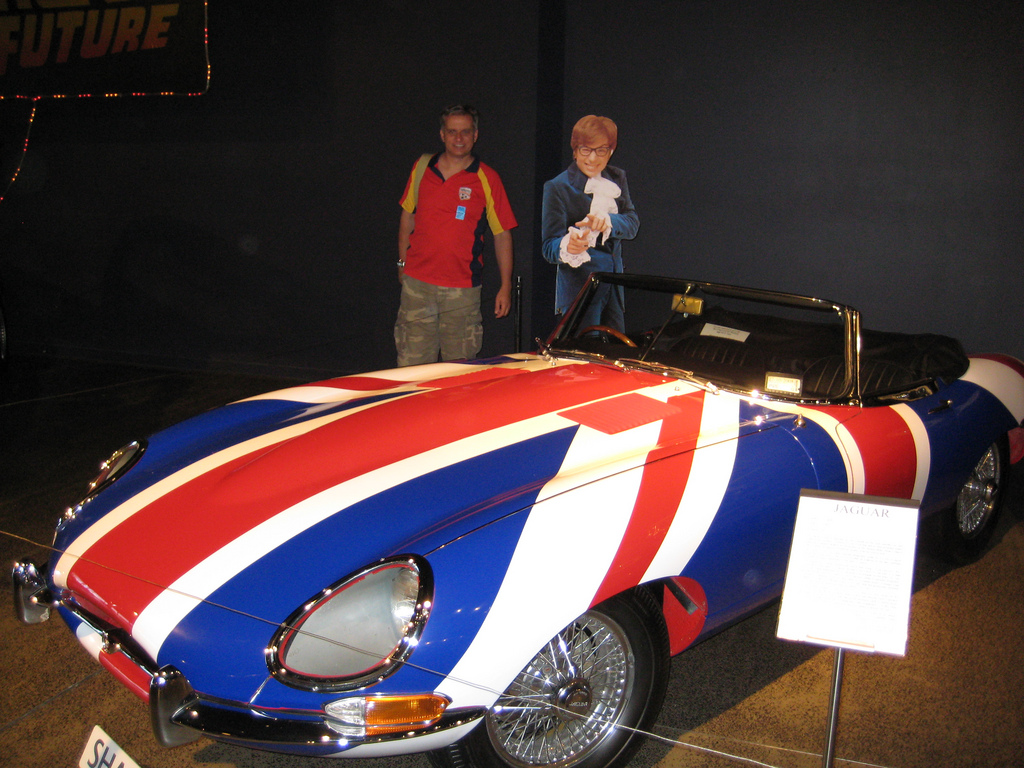
劇中に登場するオースティンの愛車、シャグワー（ジャガーのもじり）。「シャグ（shag）」には体毛やセックスなどの意味がある。

『オースティン・パワーズ』（Austin Powers: International Man of Mystery）は、1997年に製作されたアメリカ合衆国のコメディ映画。
1960年代に冷凍保存され1990年代に復活したオースティンが宿敵Dr.イーブルと対決する。単なるギャグだけでなく、時代のギャップに直面するオースティンの悲哀も描いている。美女とスパイとパロディ満載のどたばたコメディとしては、1967年に公開された英米合作の映画『007 カジノロワイヤル』（デヴィッド・ニーヴン主演）の後続作品でもある。
本作にはUS公開バージョンとインターナショナルバージョンがあり、日本ではインターナショナルバージョンが上映された。US公開バージョンではクリスチャン・スレーターやロブ・ロウの出演場面などがカットされているほか、一部のシーンが短縮されて5分近く短くなっている。1999年発売のDVDはインターナショナルバージョンだったが、2003年発売のDVDはUS公開バージョンに変更されており、カットされたシーンは映像特典として収録されている。2016年に発売されたBlu-rayはインターナショナルバージョンを収録している。

### あらすじ
1967年、流行に乗る有名ファッション写真家でありイギリスの諜報員でもあったオースティン・パワーズ（マイク・マイヤーズ）は、自身が所有するナイトクラブ（the Electric Psychedelic Pussycat Swingers Club）で宿敵Dr.イーブル（マイク・マイヤーズ）を追い詰める。イーブルは「Bob's Big Boy」（レストラン「ビッグ・ボーイ」のマスコット人形）の像の形をしたロケットで宇宙へ逃走し、自身を人体冷凍保存する。イーブルが蘇生した時に備え、オースティンは包接水和物に自ら入り冷凍睡眠を始める。
30年後の1997年、イーブルは新たな世界征服計画と共に地球へ帰還する。組織の隠れ蓑として買収したシアトルのコーヒー会社が経営的に大成して表の世界では大実業家となったMr.ナンバー・ツー（ロバート・ワグナー）もイーブルのもとに戻り、数百万ドルをかけた「バルカン計画」に加担する。すでに裕福であったイーブルだが、数々の計画で世界各国をゆすり、より多くの金銭を得ようとする。しかし1960年代には恐ろしかったはずの陰謀のいくつかは、この30年間に実現してしまっており、部下からいちいち訂正を受ける。核兵器の奪取、オゾン層の破壊、世界の拿捕という古い計画は撤回したが、世界征服に必要な金額として1千億ドルを要求することを決める（この30年間で貨幣価値が変わったという部下の忠告で金額を上げた）。一方、部下のフラウ・ファービッシナ（ミンディ・スターリング）はイーブルの精液を使い、人工的にイーブルの息子スコット・イーブル（セス・グリーン）を作り上げていたが、彼はグランジやハードロック、PCゲームに夢中なボンクラで世界征服に関心をもってくれず、イーブルを失望させる。
イーブルの復活に気付いたイギリス国防省はオースティンを解凍。1960年代に彼の助手であったミセス・ケンジントン（ミミ・ロジャース）はこの30年間に退職したため、娘ヴァネッサ・ケンジントン（エリザベス・ハーレイ）が彼のエージェントとなる。1960年代に彼が持っていた自由恋愛主義の信条は、1990年代には時代遅れとなっており、ヴァネッサを誘惑しようとしても成功しない。後に2人は夫婦に成りすましてラスベガスのホテルに宿泊し、ナンバー・ツーのイタリア人秘書アロッタ・ファジャイナ（ファビアナ・ウーデニオ）と出会う。偵察と情事のため彼女の日本風ペントハウスに向かい、地球の核に核弾頭を打ち込み噴火の引き金とし世界の爆発を目論むイーブルの「バルカン計画」を知る。パワーズが復活し自分に追っていることを知ったイーブルは「フェムボット」という魅力的な女性型ロボットを製造し、オースティンを誘惑させて殺そうとする。オースティンはアロッタと浮気をしたことをヴァネッサに謝罪し、二度と浮気をしないと誓う。
2人はイーブルの本部に潜入するが、彼の子分のランダム・タスク（ジョー・サン）に捕らえられる。イーブルは要求を世界に伝えた後、たとえ金銭を受け取ったとしても「バルカン計画」を遂行すると語る。その後彼はオースティンとヴァネッサを死の罠にかけるが、2人は簡単に逃亡に成功する。ヴァネッサを外部へ脱出させたオースティンはフェムボットたちに捕まって誘惑されかけるが、辛くも我に返るとセクシーなストリップを披露し、興奮し過ぎたフェムボットたちは文字通り頭が爆発する。増援を連れて戻って来たヴァネッサとオースティンは世界滅亡装置を発見し、戦闘の末、ぎりぎりのところで解除する。メイン・ルームでイーブルを見つけ、もう少しで彼に制裁を加えるところであったが、銃口をヴァネッサに向けたアロッタが登場し、イーブルを攻撃しようとしていたオースティンを阻止する。しかし時代遅れな世界征服にうんざりしていたナンバー・ツーがイーブルを裏切り、オースティンと取引しようとしたところ、イーブルは椅子を倒してナンバー・ツーを火に投じ、ロケットで逃亡し、基地の自爆装置を作動させる。ヴァネッサは柔道チョップでアロッタの意識を失わせ、ヴァネッサとオースティンは基地の爆破から逃げる。
後にオースティンとヴァネッサは結婚するが、新婚旅行中にランダム・タスクに靴を投げられ攻撃されるも、二人はタスクを返り討ちにして追い出す。オースティンとヴァネッサがバルコニーに移動して空を見ると、星よりも輝く物体を発見する。望遠鏡で観察してみると、それはまさに復讐を誓うイーブルが冷凍されているところであった。

### キャスト
- ヴァネッサ・ケンジントン（ヒロイン）：エリザベス・ハーレイ（日本語吹き替え：佐々木優子）
- ミセス・ケンジントン：ミミ・ロジャース（日本語吹き替え：鈴木弘子）
- アロッタ・ファジャイナ：ファビアナ・ウーデニオ（日本語吹き替え：小山茉美）

「たくさんの膣（a lot of vagina）」をもじった役名。
- フェムボットの声：ウェンディー・リー
- パティ・オブライエン：ポール・ディロン（日本語吹き替え：石井隆夫）
- セラピスト（カメオ出演）：キャリー・フィッシャー（日本語吹き替え：野沢由香里）
- 狂暴化スズキに首をかじられた子分の友人（カメオ出演）：ロブ・ロウ
- ロードローラーで轢かれた子分の妻（カメオ出演）：ロイス・チャイルズ（『007 ムーンレイカー』のボンドガール）
- 催眠術で簡単に騙される警備員（カメオ出演）：クリスチャン・スレーター
- カウボーイ（カメオ出演）：トム・アーノルド
- カメオ出演：エルヴィス・コステロ
- カメオ出演：バート・バカラック
- カメオ出演：プリシラ・プレスリー
- その他の声の吹き替え：藤城裕士 / 山野井仁 / 吉岡久仁子 / 村井かずさ / 小野未喜 / 遠藤純一 / 清水敏孝 / 武田佳子

## 第2作
『オースティン・パワーズ：デラックス』（Austin Powers: The Spy Who Shagged Me）は、1999年に製作されたアメリカ合衆国のコメディ映画。「シャグド（shagged）」は性交を意味するスラング「シャグ（shag）」の過去形。サブタイトルは『007 私を愛したスパイ（007/The Spy Who Loved Me）』のパロディである。
1990年代のイギリスで暮らしていたオースティンがDr.イーブルを追って1960年代に戻る。マイヤーズはオースティンとイーブルに加えてファット・バスタードを含む1人3役をこなした。
主題歌であるマドンナの「ビューティフル・ストレンジャー」のPVにはオースティン・パワーズ、バジル・エクスポジションが登場した。また、ホワイトハウスの破壊シーンは映画『インデペンデンス・デイ』から、ロケットの発射シーンは映画『アポロ13』から流用されたものである。
2011年7月20日にBlu-ray Discがワーナー・ホーム・ビデオより発売され、DVDもワーナーより同日に再発売されている。
作中にて月面基地へ乗り込んだヘザー・グラハムが演じるフェリシティが捕縛されフロントホックブラジャー式の服装に着替えさせられた後、警備兵の隙を突くため自らブラジャーのホックを外し、フェリシティが胸をしっかり揉んでからホックを外したことで丸出しになったおっぱいを求めた警備兵が溶岩に落ちる展開となる。このブラジャーを外す瞬間の台詞はディスクによって違いがあると噂されている。

### あらすじ
宇宙空間で冷凍睡眠から目覚めたDr.イーブルが地球へ帰還した。再び世界征服を目論む彼は、新発明のタイムマシンを操って1969年に戻り、冷凍睡眠中のオースティンのパワーの源モジョを盗み出す。すっかりパワーをなくし、メゲるオースティン。そんな彼のもとに、英国諜報部から新たな指令が下った。それは彼を追って1969年に戻り、その計画を阻止すること。彼はCIAのエージェント、フェリシティのサポートを得、自らのモジョを取り返すため、そして世界を救うためにDr.イーブルを追う戦いに身を投じる。

### キャスト
- フェリシティ・シャグウェル（ヒロイン）：ヘザー・グラハム（日本語吹き替え：玉川砂記子）
- 若き日のナンバー・ツー：ロブ・ロウ（日本語吹き替え：花田光）
- アイヴァナ・ハンパロット：クリステン・ジョンストン（日本語吹き替え：唐沢潤）

「たくさん性交したい（I wanna hump a lot）」という英文をもじった役名。
- 米国大統領：ティム・ロビンス（日本語吹き替え：野島昭生）
- ロビン・スピッツ・スワローズ：ジーヤ・カリディス（日本語吹き替え：林佳代子）
- 曹長：ハーブ・ミッチェル（日本語吹き替え：河野智之）
- カメオ出演：ウィリー・ネルソン（日本語吹き替え：城山堅）
- カメオ出演：レベッカ・ローミン＝ステイモス（日本語吹き替え：藤原美央子）
- カメオ出演：ジェリー・スプリンガー（日本語吹き替え：野島昭生）
- カメオ出演：バート・バカラック
- カメオ出演：エルヴィス・コステロ
- カメオ出演：ウディ・ハレルソン（日本語吹き替え：諸角憲一）
- その他の声の吹き替え:後藤哲夫 / 小池亜希子

## 第3作
『オースティン・パワーズ ゴールドメンバー』（Austin Powers in Goldmember）は、2002年に製作されたアメリカ合衆国のコメディ映画。「メンバー（member）」は陰茎を意味するスラングで、「ゴールドメンバー（goldmember）＝金の陰茎」は『007 ゴールドフィンガー』のパロディである。タイトルを巡って『007』シリーズを製作するメトロ・ゴールドウィン・メイヤーから提訴されたものの、変更なしで公開された。
シリーズの中では最も多くの豪華ゲストが出演している。特に冒頭の撮影シーンにはトム・クルーズやスティーヴン・スピルバーグなど当代の有名俳優や映画監督、音楽プロデューサーなどがカメオ出演している。なお、撮影されている映画という設定の劇中劇のタイトルは『オースティン・プッシー』で、これは『007 オクトパシー』のパロディである。
マイヤーズは新登場のキャラクター、ゴールドメンバーを含む4役をこなす。1970年代と現代（2002年頃）を舞台としており、Dr.イーブルが日本企業「ロボト工業」の支援を得て逃亡したことで、中盤から舞台はトーキョー（東京）へと移る。
当時開業して間もない日本科学未来館の建物外観を「ロボト工業」社屋として使用しているが、それ以外のシーンはほとんどがスタジオ収録（クロマキー、スクリーン・プロセス）で、出演者を交えた日本でのロケは行われていない。また、銀座や増上寺といった映像に加えて大阪・道頓堀の空撮シーンが混ざっているが、これは1989年公開の『ブラック・レイン』からの引用である。国技館シーンでの名前は「アサヒ・スモウ・アリーナ」となっているが、場内アナウンスでは「両国国技館」と称されている（これは『007は二度死ぬ』からの引用）。
エンディングクレジットの最後に流れる曲は、マイケル・ケインの出世作となった映画『アルフィー』の主題歌「アルフィー」の替え歌である。ジェイ・ローチ監督の妻であるバングルスのスザンナ・ホフスが歌っている。

### キャスト
- フォクシー・クレオパトラ（ヒロイン）：ビヨンセ（日本語吹き替え：勝生真沙子）

パム・グリアおよびクレオパトラ・ジョーンズを基にしたキャラクター。
- ナイジェル・パワーズ：マイケル・ケイン（日本語吹き替え：中村正）

オースティン・パワーズの元ネタであるハリー・パーマーを演じたケインが父親役として登場。
- ナンバー・スリー：フレッド・サベージ（日本語吹き替え：白鳥哲）
- ミスター・ロボト：松久信幸（日本語吹き替え：鵜澤秀行）
- フクミ：ダイアン・ミゾタ（日本語吹き替え：柳沢真由美）
- フクヨ：キャリー・アン・イナバ（日本語吹き替え：渡辺明乃）
- 若き日のオースティン：アーロン・ヒメルスタイン（日本語吹き替え：平川大輔）
- 若き日のイーブル：ジョシュ・ザッカーマン（日本語吹き替え：佐藤せつじ）
- 若き日のバジル：エディ・アダムス（日本語吹き替え：遠藤純一）
- 若き日のナンバー・ツー：エバン・ファーマー（日本語吹き替え：佐々木健）
- ジョンソン：クリント・ハワード（日本語吹き替え：堤賢一）
- 日本人の通行人：マシ・オカ（日本語吹き替え：白鳥哲）
- ディスコの男：ネイサン・レイン（日本語吹き替え：台詞なし）
- カメオ出演：スティーヴン・スピルバーグ（日本語吹き替え：佐々木梅治）
- カメオ出演：トム・クルーズ（日本語吹き替え：山寺宏一）
- カメオ出演：グウィネス・パルトロー（日本語吹き替え：堀江真理子）
- カメオ出演：ブリトニー・スピアーズ（日本語吹き替え：園崎未恵）
- カメオ出演：ジョン・トラボルタ（日本語吹き替え：田原アルノ）
- カメオ出演：ケヴィン・スペイシー（日本語吹き替え：田原アルノ）
- カメオ出演：ダニー・デヴィート（日本語吹き替え：岩崎ひろし）
- カメオ出演：クインシー・ジョーンズ（日本語吹き替え：台詞なし）
- カメオ出演：オジー・オズボーン（日本語吹き替え：岩崎ひろし）
- カメオ出演：シャロン・オズボーン（日本語吹き替え：麻生美代子）
- カメオ出演：ケリー・オズボーン
- カメオ出演：ジャック・オズボーン
- カメオ出演：バート・バカラック
- その他の声の吹き替え：松岡洋子 / 加藤亮夫 / 島美弥子 / 村竹あおい

## その他
『オースティン・パワーズ』シリーズ1作目に悪役で出演した元プロレスラーのジョー・サンは、2008年、集団強姦の容疑で逮捕され終身刑となっている。また、服役中の刑務所で囚人の殺人容疑もかけられている。